# Hieracium sabiniforme
Hieracium sabiniforme là một loài thực vật có hoa trong họ Cúc. Loài này được (Zahn) Üksip mô tả khoa học đầu tiên năm 1913.